# Баненски минерални води
Ба̀ненските минера̀лни водѝ са група от 72 минерални извора, от които осем са каптирани. Намират се в източния край на Разложкия хидротермален басейн. Баненските минерални води са разделени на две термални група. Първата включва изворите около село Баня, а втората обхваща изворите на възвишението Женско бърдо. Изворите са свързани с гранитите, върху които се е образувало гребеновино потъване, което е напълнено с плиоценски седименти.
Общият дебит на Баненските минерални води е около 76 литра в секунда, а температурата им е около 37 – 57 C. Водите им са бистри, без мирис или утайка. По отношение на химичния състав, водата на Баненските минерални извори е хидрокарбонатно-сулфатно-натриева, флуорна и силициева – слабо минерализирана. Водите се използват за битови нужди и в оранжериите. Лековити са за хронични гинекологични заболявания, хронични заболявания на опорно-двигателната система и възпалителни заболявания на нервната система. Освен водата, с лечебна цел се използва и минералната кал.